# 加藤學 (地球科学者)
加藤 學（かとう まなぶ、1949年2月 - ）は、日本の地球科学者。愛知県春日井郡西春村（現・北名古屋市）出身。
独立行政法人宇宙航空研究開発機構宇宙科学研究所（ISAS）名誉教授、元固体惑星科学研究系研究主幹。なお、「加藤學研究室」はISASの組織であると同時に東京工業大学大学院および東京大学大学院の講座を兼ねている。
人工孫衛星（月周回衛星）「かぐや」サイエンスマネージャー。また「はやぶさ計画」にも従事している。「ベピ・コロンボ」メンバーでもある。

## 経歴
- 1949年2月 - 愛知県春日井郡西春村（現・北名古屋市）に生まれる
- 1967年4月 - 名古屋大学理学部入学
- 1976年
  - 3月 - 名古屋大学大学院理学研究科地球科学専攻（現・地球環境科学専攻地球惑星科学系）博士課程修了
  - 4月 - 1977年3月 日本学術振興会奨励研究員
- 1977年10月 - 名大理学部超高圧力発生装置室助手
- 1985年10月 - 1986年9月 文部省在外研究員としてニューヨーク州立大学ストーニーブルック校滞在
- 1992年4月 - 名大理学部地球科学科（現・地球惑星科学科）助教授
- 1997年4月 - 文部省宇宙科学研究所（ISAS、後に組織統合でJAXAの一部門となる）教授
- 2005年4月 - ISAS固体惑星科学研究系研究主幹